# فيوليت رومر
فيوليت رومر (بالإنجليزية: Violet Romer)‏ هي راقصة وممثلة أمريكية، ولدت في 1886 في سان فرانسيسكو في الولايات المتحدة، وتوفيت في 1970 في لونغ آيلند في الولايات المتحدة.

## وصلات خارجية
- فيوليت رومر على موقع قاعدة بيانات برودواي على الإنترنت (الإنجليزية)